# Den v Kocourkově

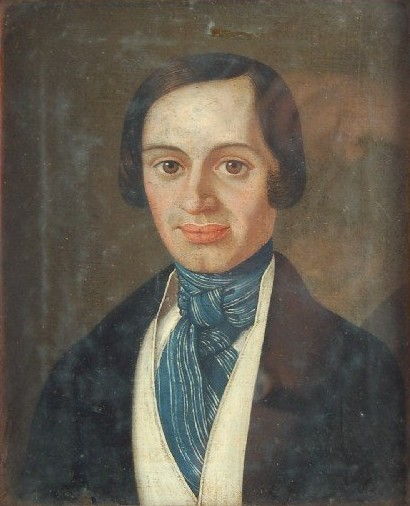
Josef Jaroslav Langer

Den v Kocourkově je satirická alegorická próza Josefa Jaroslava Langera, jedná se o autorovo nejvýraznější a nejobsáhlejší dílo. Poprvé vyšlo roku 1832 v Muzejním časopisu. Text zachycuje obecně lidské společenské nešvary, jež v prostředí smyšleného městečka Kocourkova humorným způsobem vyvstávají – jde o satiru na poměry maloměstské, národní, literární, společenské a rodinné, navazující mimo jiné na starší kocourkovská vyprávění či na Komenského Labyrint světa a ráj srdce.
Po Langerově smrti byl Den v Kocourkově vydán nejprve ve svazku s jeho další politicko-satirickou tvorbu, jako jsou například Kopřivy a Bohdanecký rukopis, samostatně jako kniha byl publikován s předmluvou Karla Riegera v Nakladatelství Jan Otto roce 1912.

## O díle
Jedná se o humorné dílo o 19 paragrafech a jedné předmluvě, charakterizující kocourkovské společnosti. Pomocí ní se Langer snaží zachytit vše, co se mu na lidech a životě nelíbilo a co mu přišlo směšné. Už od prvních stránek se dílo podobá Komenského Labyrintu světa a ráji srdce. Nejzřetelněji vyvstává podoba obou knih v motivu putování s průvodcem a magickými brýlemi, které umožňují číst záznamy kocourkovských kronikářů. Nejde nicméně o epigonskou nápodobu staršího textu, Langerova próza oblíbený motiv přiznaně a osobitě využívá k dosažení vlastního poetického záměru.

## Obsah
Den v Kocourkově začíná věnováním „Blahotesanému Pánu Turkovi z Kamena“, kde se Langer podepisuje jako „Kopřivárius“, což byla jeho přezdívka po vydání satir Kopřivy. Tím, že dílo věnuje soše na mostě, se Langer posmívá všem, kteří svou knihu věnují někomu vysoko postavenému.

### První paragraf
Následuje první paragraf, který je formou dopisu od básníka a ševce Martina Dotlukala, který zve vypravěče Všetýčku do Kocourkova po vydání bohdaneckého rukopisu. Ve svém dopise tvrdí, že by měl vypravěč Kocourkov navštívit, protože „žádné místo neposkytne tolik zábavy, jako naše starožitné museum, zvláště, co se starých pamětností a rukopisův týče“.

### Druhý paragraf
Potom, co vypravěč obdrží tento dopis, posouvá se Langer do druhého paragrafu, kde popisuje svou cestu do Kocourkova. Je neobvyklá a dlouhá, neví, kudy se tam jde a jak se tam dostat. Zabloudí v lese a potká čerta. Po krví zapečetěném slibu, že mu vypravěč „dá to, o čem v kapse neví“ , ho čert naloží na trakař a přeletí s ním až ke Kocourkovu. V kapse, jak poté vypravěč zjistí, má brýle “po staroslavném otci Komenském!“, kterých se ale nechce vzdát.

### Třetí, čtvrtý, pátý, šestý paragraf
Do Kocourkova vchází vypravěč na začátku třetího paragrafu. Je brzy ráno a během jeho rozjímání o tom, jak mu záleží na oněch brýlích, k němu přistoupí pan Vševěd, který se stane jeho průvodcem. Prohlásí se nejlepším průvodcem v Kocourkově, protože je i hlídačem jejich muzea, hlavní důvod Všetýčkovy cesty. Vševěd je další narážka na Komenského, průvodce očividně zastupuje Všezvěda Všudybuda. Přesouvají se do Vševědova domu a během dalších paragrafů spolu vedou dlouhou debatu, která je plná satirických narážek.
Diskutují o tom, jak se pozná vzdělaný člověk nebo proč spisovatelé nepoužívají své pravé jméno ale pseudonym. Dojde i na téma „Bohdanecký rukopis“, který vypravěč napsal, a Vševěd se ho ptá, jak na jeho dílo reagovaly dívky. Jeho odpověď Vševěda pobaví, protože prý by ho kdekdo mohl nazvat „bohdaneckým mučedlníčkem“ , jak ho děvčata trápila. Na základě toho se vede další konverzace o tom, jaké mravy mají venkovské a šlechtické dívky.

### Sedmý paragraf
V sedmém paragrafu se dvojice věnuje tématu „kucababa“. To je dětská hra, jak vysvětluje Všetýčka, známá po celé zemi. Je to jiný název pro „hru na slepou bábu.“ Během této konverzace dojde i k Vševědovu přiznání, že v Kocourkově se chodí k zpovědi pouze jednou za rok, jindy jsou ale hříchy na každodenním pořádku.

### Osmý paragraf
Osmý paragraf se věnuje filosofickému myšlení občanů Kocourkova, kdy pan Vševěd vysvětluje, koho by nazvali bláznem. Jedná se o teorii, že blázni jsou lidé moudří a naopak, protože moudří lidé jednají sami za sebe a ne podle ostatních.  Všetýčkovi to připadá jako vtipné, směšné myšlení, uznává ale, že je to takhle bohužel na celém světě. Autor tak opět naráží na společenskou situaci.

### Devátý paragraf
Devátým paragrafem je nečekaně předmluva. V Langrově předmluvě se dočteme, že zvolil umístění do středu knihy, protože to není normální, a že doufá, že tak bude dílo vydáno. Vše neobyčejné se prý lidem líbí, ale ať ji nečteme víckrát než jednou. Ve své předmluvě vysvětluje, že si uvědomuje absurditu díla a že věří, že ji čtenáři budou shledávat nudnou a zbytečnou. Přiznává se, že psaním Dnu v Kocourkově jen zabíjí svůj čas, zatímco čtenářům každou chvíli prodlužuje, že „se vám zajisté každá minuta hodinou zdáti bude“. Dokonce je i po každém paragrafu vyzývá k zívnutí, aby si ulevili. I sám Langer ho bere jako krácení dlouhé chvíle.

### Desátý až sedmnáctý paragraf
Od desáté části se vypravěč konečně ocitá v kocourkovském muzeu, kde je k vidění mnoho zajímavých a nezvyklých věcí. Znamenité jsou v muzeu hlavně sochy, jak říká název jedenáctého paragrafu, a věnuje se jim i paragraf dvanáctý. Vypravěč má možnost spatřit velkou škálu soch, většina z nich představující lidské vlastnosti (Udatnost, Upřímnost, Mírnost,..). Hned na začátku se setkáváme s „Pilností“, která byla tesaná z mramoru, vypadala jako pěkná panna, oděv měla nečekaně ze sukna a cizokrajného hedvábí.
V muzeu mezi dvojicí mužů proběhnou další dialogy, ve kterých Langer naráží na svou literární tvorbu, na aktuální stav hudební a divadelní scény anebo na různé názory na nesmrtelnost a život.

### Osmnáctý paragraf
V osmnáctém paragrafu se Langer věnuje kocourkovské chůzi. Všichni v Kocourkově chodí o berlích. Odpověď na vypravěčovu otázku je prý prostá, někteří berle doopravdy potřebují. Pak jsou tu ti, kteří berle nosí, aby ušetřili svých nohou, dále bohatí, kteří berle nosí, protože to je v módě. A chudí nosí berle také, aby nevypadávali ze společnosti. To shledává pan Všetýčko jako velmi vtipné a směje se. Vševěd mu na jeho smích říká, že jako se on směje jejich berlím, tak se oni smějí jeho brýlím, co má na nose. Brýle jsou prý také nošeny pouze kvůli nátlaku okolí a ne kvůli špatnému zraku.

### Devatenáctý paragraf
Posledním paragrafem díla Den v Kocourkově je popis absurdního konce básníkovy návštěvy. Začne se ozývat hlasitý pláč z jednoho domu a celý Kocourkov, který jako by nikdy berle nepotřeboval, utíká za tím hlasem. V domě stojí mladé děvče a pláče a všichni se jí ptají, co se stalo. Ta po chvíli breku vysvětlí, že nechtěně shodila na zem velký škopek. Kdyby totiž byla vdaná a měla malé dítě, mohl mu touto nešťastnou nehodou spadnout škopek na hlavu a velmi mu ublížit. Po vysvětlení začne znovu plakat a celé město s ní, dokonce i náš vypravěč se přidává, ten ale na rozdíl od zdevastovaného města brečí smíchy. Vypravěč svou zpáteční cestu popisuje stručně jen v pár větách a vysvětluje, že mu zbyl kus papíru a bylo by škoda, aby ho nepopsal.

## Kocourkov
Kocourkov je známé fiktivní město, příběhy o něm se v českém prostředí tradovaly pod vlivem německé kultury pravděpodobně již v 17. století. Sám Langer se v textu své prózy přímo odkazuje na humanistického německého básníka a dramatika Hanse Sachse, který v polovině 16. století napsal báseň přeloženou do češtiny jako Kocourkovští sedláci (Die Fünsinger Bauern). Ta popisuje typické kocourkovské dny a kocourkovské měšťanstvo, absurdní a pro cizince nepochopitelné. Z prostředí lidových humorek pronikl Kocourkov rychle i do autorských textů. V pozdějším českém písemnictví se objevuje mnoho odkazů na toto smyšlené město, jedním z nejznámějších je Kronika města Kocourkova od Ondřeje Sekory z roku 1947. Kocourkov se objevuje i jinde ve světové literatuře, například v podobě města Abdéry, které kvůli thráckým nájezdům prudce pokleslo na ekonomickém významu a které je dnes považovány za „řecký Kocourkov“, k dalším patří německá Schilda či anglický Gotham.